# Техада, Анибаль
Ани́баль Теха́да (исп. Aníbal Tejada; 7 апреля 1893 — 1 августа 1946) — уругвайский футбольный арбитр и тренер.

## Биография
Техада судил матчи первого чемпионата мира по футболу, а также матчи на чемпионатах Южной Америки в 1926, 1929, 1937, 1941 и 1942 годов.
На чемпионате мира 1930 года провёл в качестве главного арбитра две встречи (Бразилия — Югославия и Чили — Франция). Стал первым арбитром, назначившим пенальти в матче чемпионата мира.
В 1944—1946 годах работал в качестве главного тренера. Возглавляемый им «Пеньяроль» в 1944 году стал чемпионом Уругвая, после чего Анибаль был назначен тренером сборной Уругвая. В 1946 году завоевал Кубок Рио-Бранко, обыграв по сумме двух матчей сборную Бразилии. Руководил сборной на чемпионате Южной Америки 1946, но после первых двух матчей был уволен и на его место был назначен помощник Гусман Вила Гоменсоро.
Автор книги по правилам футбола «Las leyes del futbol y sus interpretaciones» (1942).

## Статистика в качестве арбитра
- Чемпионат Южной Америки 1926 (3 матча)
- Чемпионат Южной Америки 1929 (1 матч)
- Чемпионат мира 1930 (2 матча)
- Чемпионат Южной Америки 1937 (7 матчей, включая «Золотой матч»)
- Чемпионат Южной Америки 1941 (2 матча)
- Чемпионат Южной Америки 1942 (3 матча)

## Титулы в качестве тренера
- Чемпион Уругвая (1): 1944 (Пеньяроль)
- Кубок Рио-Бранко (1): 1946 (сборная Уругвая)